# Gorsedd

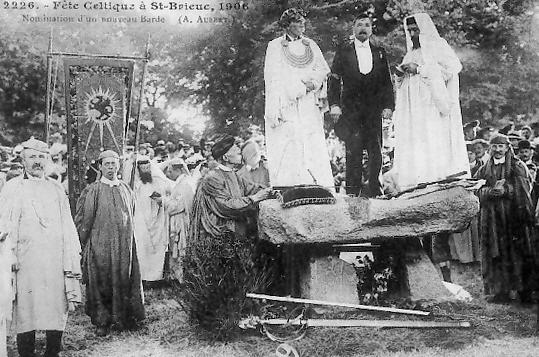
Goursez Vreizh (Bretagnes gorsedd) 1906

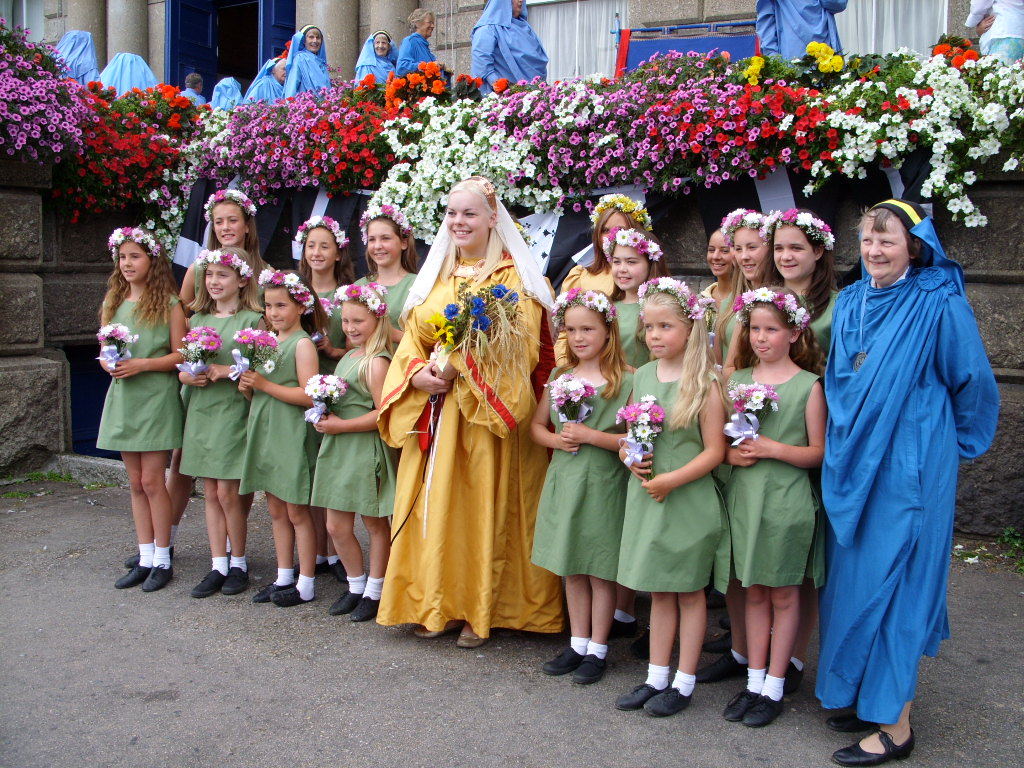
Lady of Cornwall och blomsterflickor vid Gorsedh Kernow i Penzance 2007

Awen, en symbol som associeras med nydruidism.

Gorsedd (i plural gorseddau) är ett slags stämma eller sammankomst av moderna barder, det vill säga till exempel poeter eller författare. Ordet gorsedd är kymriska och betyder tron och används även på engelska. Det kan även stavas gorsedh (i synnerhet i Cornwall) eller goursez i Bretagne.
Om inte annat anges, brukar bara gorsedd syfta på Wales nationella gorsedd, nämligen Gorsedd Beirdd Ynys Prydain (även kallad Gorsedd y Beirdd), men det finns andra gorseddau såsom Gorsedh Kernow i Cornwall, och Goursez Vreizh i Bretagne.